# Mohamed Hamdy (futbolista nacido en 1995)
Mohamed Hamdy (El Cairo, 15 de marzo de 1995) es un futbolista egipcio que juega en la demarcación de lateral izquierdo para el Pyramids FC de la Liga Premier de Egipto.

## Selección nacional
Tras jugar en las categorías inferiores de la selección, finalmente hizo su debut con la selección de fútbol de Egipto el 30 de septiembre de 2021 en un encuentro amistoso contra Liberia que finalizó con un resultado de 2-0 tras un doblete de Mohamed Sherif.

## Clubes
| Club                             | País   | Año       | Partidos | Goles |
| -------------------------------- | ------ | --------- | -------- | ----- |
| Al Ahly SC                       | Egipto | 2014-2015 | 3        | 0     |
| Al Mokawloon Al Arab SC (cedido) | Egipto | 2015-2016 | 3        | 0     |
| Al Masry SC                      | Egipto | 2016-2018 | 85       | 2     |
| Pyramids FC                      | Egipto | 2018-     | 233      | 10    |